# یک جای معمولی
یک جای معمولی فیلمی درام به نویسندگی، کارگردانی و تهیه‌کنندگی اوبرتو پازولینی است. این فیلم که در ایرلند شمالی فیلمبرداری شده، با بازی جیمز نورتون و دنیل لامونت ساخته شده است. داستان دربارهٔ جان، سرپرست مجرد مایکل چهارساله است که باید برای مراقبت از پسرش، زمانی که با واقعیت بیماری لاعلاجی روبرو می‌شود، تمهیداتی بیندیشد.
این فیلم اولین نمایش جهانی خود را در جشنوارهٔ فیلم ونیز در ۱۰ سپتامبر ۲۰۲۰ داشت و در ۱۶ ژوئیه ۲۰۲۱ در سینماهای بریتانیا اکران شد و در ۲۶ آوریل ۲۰۲۴ در سینماهای ایالات متحده به نمایش درآمد.

## بازیگران
- جیمز نورتون در نقش جان[۳]
- دنیل لامونت در نقش مایکل[۳]
- ایلین اوهیگینز در نقش شونا
- والری اوکانر در نقش الا
- ولین کین در نقش سلیا
- کیث مک‌ارلین در نقش فیلیپ
- سیوبان مک‌سوینی در نقش پم
- کریس کوریگان در نقش جری
- نیام مک‌گریدی در نقش لورین
- کائولان بیرن در نقش ترور

## تولید
در سپتامبر ۲۰۱۹، اعلام شد که جیمز نورتون به جمع بازیگران فیلم پیوسته است و اوبرتو پازولینی آن را بر اساس فیلمنامه‌ای که خودش نوشته، کارگردانی خواهد کرد. پازولینی از داستانی که خوانده بود الهام گرفت تا فیلمنامه را بنویسد. داستانی دربارهٔ پدری که به بیماری لاعلاجی مبتلا بود و قبل از مرگش نیاز داشت خانوادهٔ جدیدی برای پسرش پیدا کند.

## بازخوردها
این فیلم در وبگاه بازبینی جمعی راتن تومیتوز، بر اساس ۶۰ نقد، امتیاز ۱۰۰٪ و میانگین امتیاز ۷٫۹ از ۱۰ را کسب کرده است.
در سال ۲۰۲۱، جیمز نورتون نامزد دریافت جایزهٔ فیلم مستقل بریتانیا برای بهترین بازیگر مرد شد.